# Афригиды
Афригиды, Вазамариды — древне-иранская династия царей древнего и раннесредневекового Хорезма (305—995 гг. н. э.). Ведёт начало от Африга, основателя новой династии в Хорезме. На протяжении своей истории находились под сюзеренитетом Кангюя, эфталитов, Тюркского каганата, Халифата Омейядов и Саманидского государства. Считается, что эта династия правила дольше всех династий, правивших когда-либо в Центральной Азии. По династии Афригидов получила название Афригидская культура.
Предполагают, что эта династия, правила в Хорезме с IV века до X века включительно. Как полагают учёные, об этом свидетельствует государственная символика: конь всадник и изменённая тамга, присутствующие на всех монетах древнего и среднего Хорезма от начала их чеканки и до завершения. Это своего рода уникальное явление для всех династий, правивших не только в Центральной Азии, но и в иных государствах Востока.

## История
Абу Рейхан Бируни в произведении «Памятники минувших поколений» приводит сведения о династиях Хорезма: «Они (жители Хорезма) считали годы от начала заселения (своей страны), которое произошло за 980 лет до Александра, а потом стали считать годы от прихода в Хорезм Сиявуша, сына Кайкауса и воцарения там Кейхусрау и его потомков, который переселился в Хорезм и распространил свою власть на „царство тюрков“. Это было 92 года (от начала) заселения Хорезма».
Из древнейших царей Хорезма пока известны имена правителей, выпускавших свои монеты. Это Артав, правитель I века нашей эры. Из последующих царей известен Артрамуш (конец II — начало III века н. э.), Вазамар (вторая половина III века н. э.) и другие.

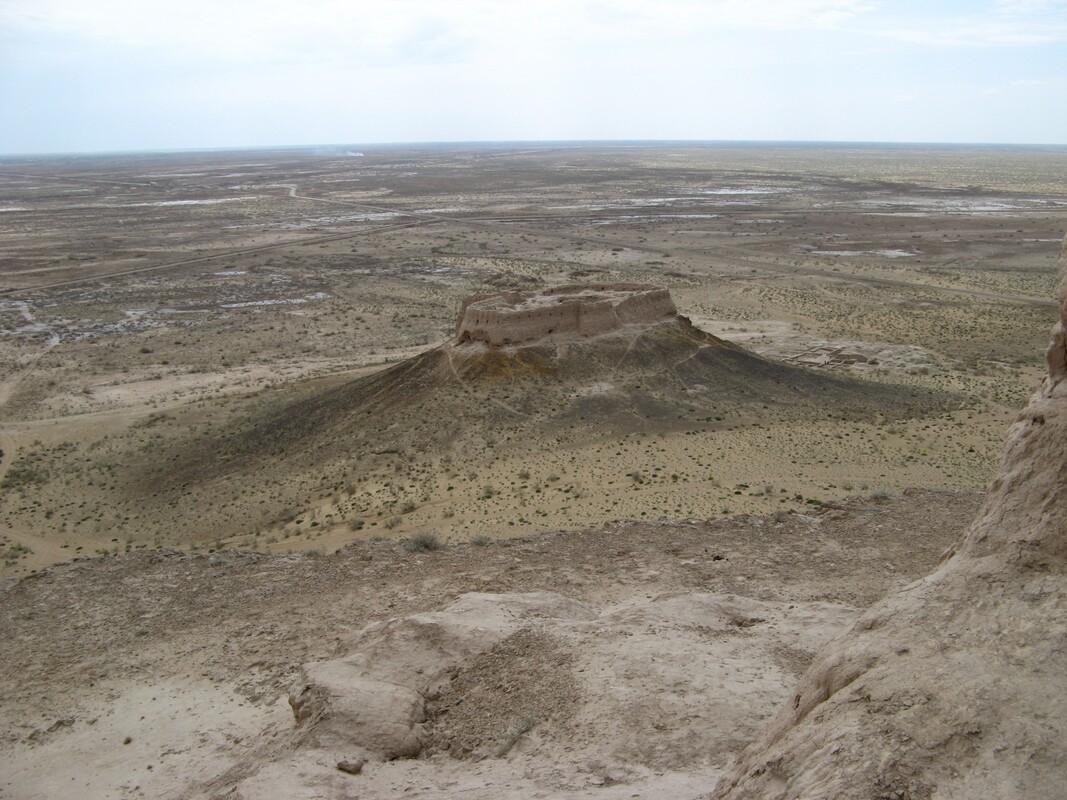
древнехорезмийская крепость Аяз-Кала

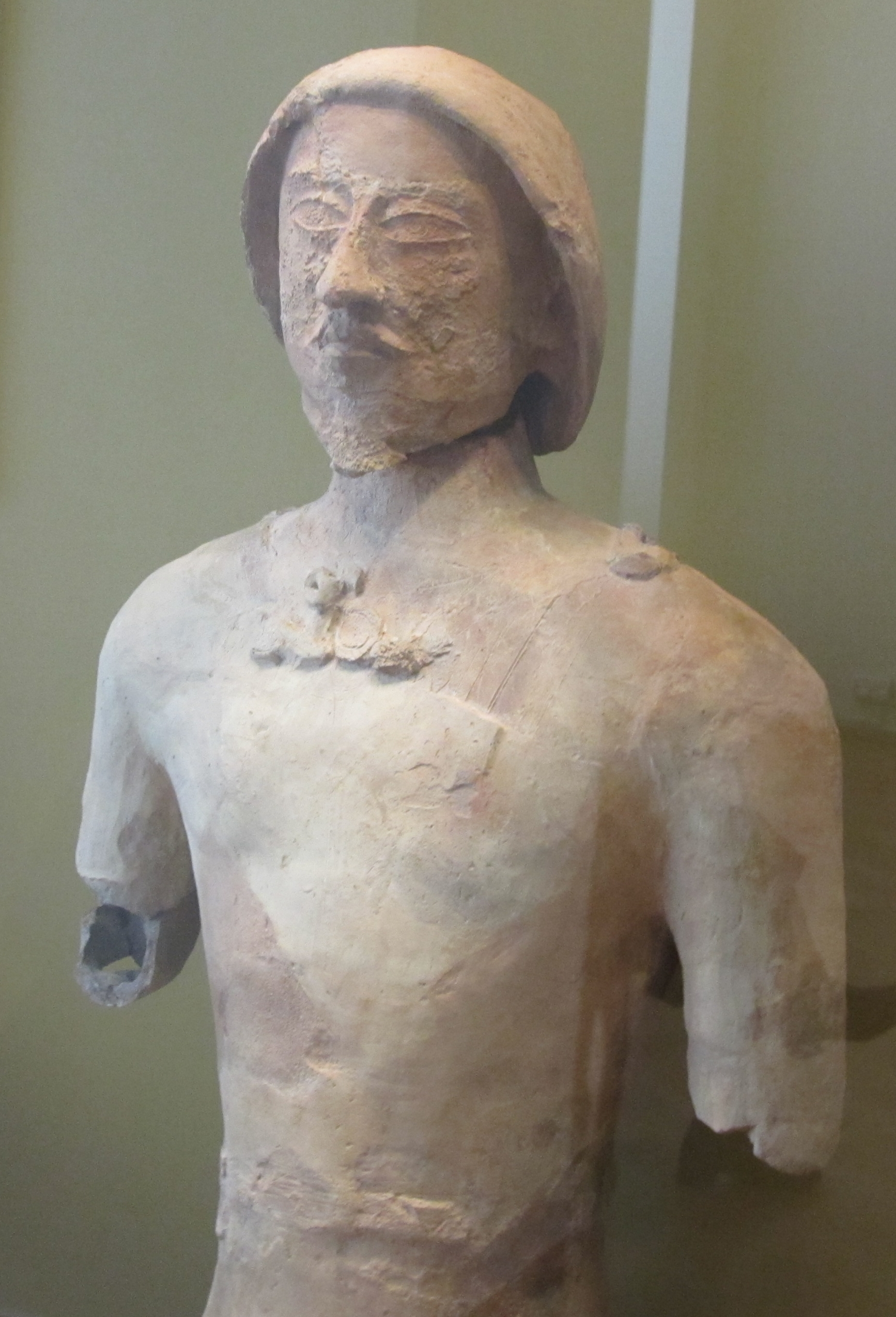
скульптура хорезмийского воина, хранится в Эрмитаже, Санкт-Петербурге

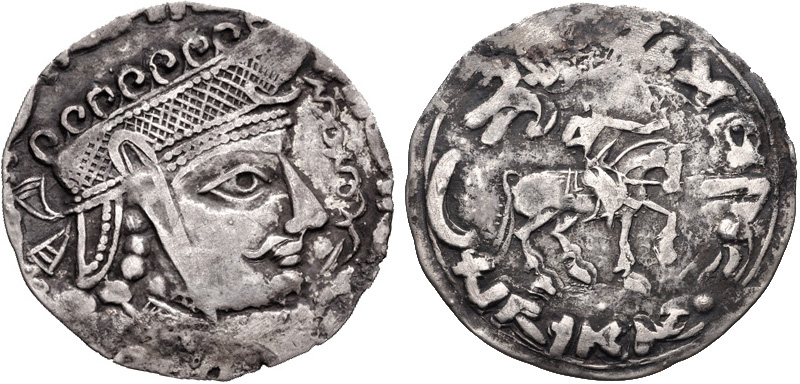
Монеты периода правления Савашфан

Конец правлению династии Афригидов было положено в 995 году, когда к власти пришёл Мамун ибн Мухаммад и основал новую династию хорезмшахов Мамунидов со столицей в Куня-Ургенче.

## Религия
При Афригидах в Хорезме преобладал зороастризм. Общепризнанно, что Афригиды исповедовали хорезмийский вариант зороастризма вплоть до исламизации при Абдаллахе ибн Турксабасе (мусульманскому влиянию Хорезм в 712 году подчинил Кутейба ибн Муслим, вмешавшийся в локальную междоусобную войну). Предполагают, что у правителей Хорезма сложился культ богини Ардвисуры-Анахиты, изображения её символов встречаются на монетах с II века до нашей эры по VIII век нашей эры.
Хорезмийцы хоронили кости умерших в оссуариях, которые помещались в наусы — типа мавзолеев. В Хорезме найдены многие десятки разнообразных оссуариев и среди них древнейшие в Средней Азии (рубеж V—IV вв. до н. э.). В сасанидском Иране, где зороастризм был догматической религией, почти не обнаружено оссуариев и наусов. Очевидно, эта традиция была характерна для зороастрийцев Средней Азии, а именно Хорезма.
В эпоху Афригидов на монетах стали также изображать двугорбого верблюда.

## Список правителей
По сведениям Бируни всего было 22 царя этой династии, от 305 до 995 г. Отметим, что за последние 160 лет были найдены многие тысячи монет правителей древнего Хорезма и имена на них не всегда соответствуют сведениям Бируни. Например, монеты выпускали хорезмшахи: Тутухас, Вир, Сиявспарш Бравик, Шрам, Каник, Савшафан и другие.
Ниже дается список правителей из династии Афригидов по данным Бируни:
- Африг;
- Багра[16]
- Саххасак
- Аскаджамук I
- Аскаджавар I
- Сахр I
- Шауш;
- Хамгари (вар. Хангари или Хангири)
- Бузгар
- Арсамух (вар. Артамух); этот последний, по Бируни, в VII веке.
- Сахр II
- Сабри
- Азкаджавар II (вар. Азкахвар); правил около 700 г.н. э.[17]
- Аскаджамук II; при этом шахе, по Бируни, произошло вторичное завоевание Хорезма Кутейбой, после которого завоеватель утвердил Аскаджамука II царем;
- Шаушафар, правил в VIII веке, в 751 году отправлял послов в Китай.[18]
- Турксабаса (?)
- Абдаллах
- Мансур
- Ирак
- Мухаммед
- Ахмед
- Абу-Абдаллах Мухаммед", погибший незадолго до падения замка Африга от руки своего могущественного соперника эмира Ургенча-Мамуна ибн-Мухаммеда.